# Dendrocnide excelsa
Dendrocnide excelsa är en nässelväxtart som först beskrevs av Hugh Algernon Weddell, och fick sitt nu gällande namn av Chew. Dendrocnide excelsa ingår i släktet Dendrocnide och familjen nässelväxter. Inga underarter finns listade i Catalogue of Life.

## Bildgalleri

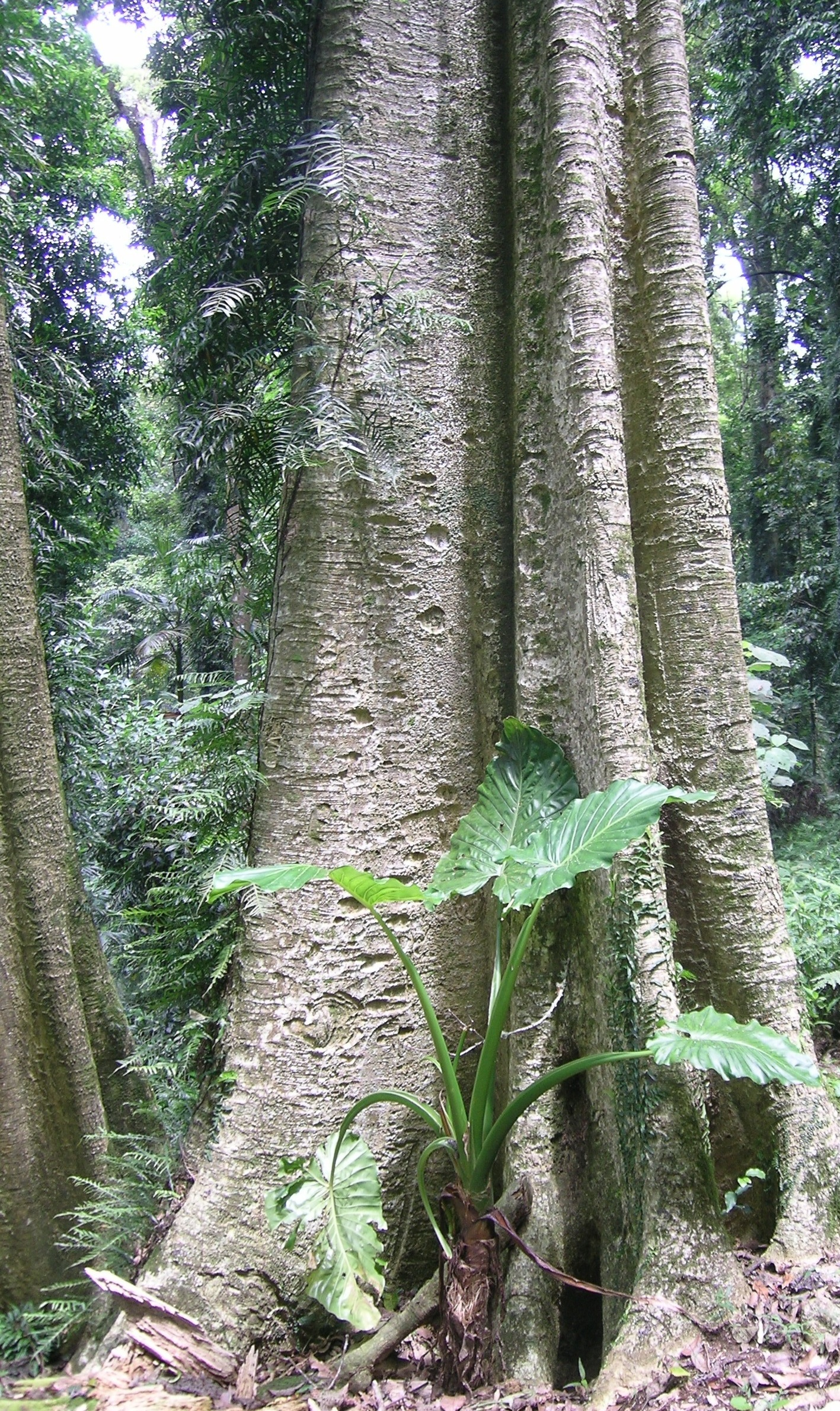